# 아미앵 SC
아미앵 스포르팅 클뢰브(Amiens Sporting Club)는 프랑스의 축구 클럽으로, 아미앵을 연고지로 한다. 2021–22 시즌에 리그 2에 참가하고 있다.

## 선수 명단

### 현역
참고: FIFA 자격 규정에 따라 소속된 국가대표팀 국기를 표시합니다. 선수는 복수의 FIFA 비회원국 국적을 가지고 있을 수 있습니다.
| 번호 | 포지션 | 국적   | 이름            |
| ---- | ------ | ------ | --------------- |
| 11   | FW     | 세네갈 | 맬릭 음바예     |
| 13   | DF     | 모로코 | 모하메드 자우압 |
| 19   | DF     | 코모로 | 레미 비타       |

| 번호 | 포지션 | 국적   | 이름                     |
| ---- | ------ | ------ | ------------------------ |
| 39   | DF     | 모로코 | 아민 샤베인              |
| -    | DF     | 모로코 | 압델하미드 아이트 부들랄 |

## 역대 감독
| 감독        | 임기   |
| ----------- | ------ |
| 오마르 다프 | 2023 ~ |